# Beyond the Veil (album)
Beyond the Veil je druhé album od norské gothicdeathdoom metalové kapely Tristania.

## Seznam skladeb
1. Beyond The Veil - 6:37
2. Aphelion - 7:49
3. A Sequel Of Decay - 6:32
4. Opus Relinque - 6:06
5. Lethean River - 5:55
6. ...Of Ruins And A Red Nightfall - 6:21
7. Simbelmynë - 0:59
8. Angina - 4:38
9. Heretique - 4:49
10. Dementia - 2:21